# 썰전
《썰전》은 JTBC에서 방송된 시사 전문 교양 프로그램이며 2013년 2월 21일부터 2019년 3월 17일까지 방송되었다.

## 썰전 역사
- 일부분 예능 프로그램 성격을 띄고 있는 시사교양 프로그램으로서 독한 혀들의 전쟁이라는 부제를 달고 있고, 이 프로그램은 매주 핫이슈를 다루고 있다.

대한민국에서 대중문화라는 이름 하에 있는 모든 이야기를 분석해 보는 미디어 비평 프로그램이다. 특히 무엇보다 기존의 지상파에서 다루기 어려웠던 주제들을 다루어 호평을 받고 있다. 그로 인해 한국갤럽이 조사한 요즘 가장 즐겨보는 TV프로그램에서 10위를 차지하기도 했다. 다양한 미디어의 등장 등을 이유로 실제 시청률은 2~3%대로 낮은 편이었으나, 3기에 유시민, 전원책 패널이 들어온 이후 시청률 9.2%를 찍어 종편 출범 이후 예능 최고 시청률을 찍는등의 높은 시청률을 보이고 있다.

## 역대 방송시간
| 방송 기간                          | 방송 시간                    | 방송 분량  |
| ---------------------------------- | ---------------------------- | ---------- |
| 2013년 2월 21일 ~ 2018년 10월 4일  | 매주 목요일 밤 10:50 ~ 12:15 | 1시간 25분 |
| 2018년 10월 21일 ~ 2019년 3월 17일 | 매주 일요일 밤 9:00 ~ 10:40  | 1시간 20분 |

## 역대 진행자

### 1부 - 하드코어 뉴스깨기, 썰戰
- 방송 기간 : 2013년 2월 21일 ~ 2019년 3월 17일
- 진행 : 김구라, 박형준 (1960년), 이철희
- 역대 패널

| 기수 | 패널           | 패널           | 패널           | 진행 기간                         | 방송 회차       |
| ---- | -------------- | -------------- | -------------- | --------------------------------- | --------------- |
| 1기  | 이철희, 강용석 | 이철희, 강용석 | 이철희, 강용석 | 2013년 2월 21일 ~ 2015년 8월 27일 | (1회 ~ 130회)   |
| 임시 | 이철희, 김성태 | 이철희, 김성태 | 이철희, 김성태 | 2015년 9월 3일                    | (일일 패널)     |
| 임시 | 이철희, 구상찬 | 이철희, 구상찬 | 이철희, 구상찬 | 2015년 9월 10일                   | (일일 패널)     |
| 2기  | 이철희, 이준석 | 이철희, 이준석 | 이철희, 이준석 | 2015년 9월 17일 ~ 2016년 1월 7일  | (133회 ~ 148회) |
| 3기  | 유시민, 전원책 | 유시민, 전원책 | 유시민, 전원책 | 2016년 1월 14일 ~ 2017년 6월 29일 | (149회 ~ 225회) |
| 4기  | 유시민, 박형준 | 유시민, 박형준 | 유시민, 박형준 | 2017년 7월 6일 ~ 2018년 6월 28일  | (226회 ~ 275회) |
| 5기  | 노회찬, 박형준 | 노회찬, 박형준 | 노회찬, 박형준 | 2018년 7월 5일 ~ 2018년 7월 19일  | (276회 ~ 278회) |
| 6기  | 이철희, 박형준 | 이철희, 박형준 | 이철희, 박형준 | 2018년 8월 16일 ~ 2019년 3월 17일 | (279회 ~ 307회) |

- 개그맨 김구라와 보수 진영을 대변하는 박형준 교수와 진보, 자유주의 진영을 대변하는 이철희 의원이 한 주간에 일어난 주요 이슈를 주제로 토론하는 시간이다. 기존의 시사토론 프로그램들과 달리 기존의 지상파에서 하지 못했던 발언이나 자신들의 경험담과 정보를 녹여내 차별화에 성공했을 뿐만 아니라 비교적 이해하기 쉽게 풀어내고 있어 호평을 받고 있다.[6][7]

### 2부 - 과거 예능 심판자
- 방송 기간 : 2013년 2월 21일 ~ 2015년 6월 18일
- 진행 : 김구라, 이윤석, 홍석천, 서장훈, 강용석, 박지윤, 허지웅, 김희철

1부와 비슷한 맥락으로 1부가 주로 정치적인 시사문제를 언급하는 것에 비해 2부에서는 연예 프로그램을 비롯한 대중 문화에 대한 주요 이슈를 주제로 비평하는 시간이다. 1부와 마찬가지로 기존의 지상파들에서 다루기 힘들었던 민감한 주제를 중심으로 비교적 날카롭게 비평하고 있어 역시 호응을 얻고 있다.김구라와 강용석이 1부에 이어서 출연하며, 방송인 박지윤, 개그맨 이윤석, 영화평론가이자 기자인 허지웅이 함께 출연한다. 처음에는 배우 홍석천도 출연하였으나 3회 이후 하차하여 5인 체제로 진행하다가 9월 26일부터 아이돌 가수 김희철이 새롭게 합류하면서 다시 6인 체제로 전환하게 되었다. 그러나 2014년 7월 24일에 하차하여 다시 5인 체제로 진행 중이다. 2015년 5월 14일부터 허지웅과 강용석이 하차하게 되었으며 전 농구선수 서장훈이 합류하게 되면서 4인 체제로 전환되었으며 미디어 환경의 변화와 패널진의 무뎌진 비평 등으로 인해 종결되었다.

### 3부 - 과거 돈에 대한 모든 썰, 썰錢
- 방송 기간 : 2015년 6월 25일 ~ 2016년 6월 30일
- 진행 : 김구라, 최진기, 장도연, 서장훈, 외 1인

예능심판자가 폐지 된 자리에 들어온 코너로서 시청자 눈높이에 맞는 맞춤형 경제뉴스를 지향한다. 아무래도 경제가 주제라서 1부의 주제와 겹치지 않겠냐는 우려가 있었지만 1부에서 다루는 이슈는 거시적인 경제정책이나 뉴스에도 나올만한 무거운 경제관련소식인 반면 2부에는 시장의 인기 상품 분석 같은 가벼운 주제를 다루기 때문에 주제가 그리 많이 겹치지는 않는다. 유명 사회강사인 최진기를 중심으로 경제이슈를 풀어주고 나머지 패널들이 의견을 더하는 형태로 진행된다.
2019년 3월 17일을 마지막으로 휴식에 들어갔다.
'썰전' 제작진은 "더욱 강력해진 썰전으로 돌아오기 위해, 충전의 시간을 갖기로 했다며, 오랫동안 프로그램을 사랑해주신 시청자들에게 감사드린다"고 밝혔다.
정치 시사 이슈와 예능을 접목시킨 이슈 리뷰 토크쇼의 원조 '썰전'은 한국인이 좋아하는 TV프로그램 조사에서 1위에 다섯 번 등극하며 시청자들에게 꾸준히 사랑받았다.
대한민국 콘텐츠 대상 백상예술대상한국방송작가상 등을 받으며 프로그램의 완성도에 높은 평가를 받았으며, 썰전 195회는 10.2%(닐슨 코리아 수도권 유료가구 기준)의 비지상파 시사 교양 최고 시청률을 기록했다.

## 특이 사항
- 박지윤의 출산으로 인하여 대타로 공서영(2014년 1월 16일), 김새롬(2014년 1월 23일), 최희(2014년 1월 30일 ~ 2월 27일)가 임시 진행을 맡았다.
- 2014년 백상예술대상 TV 교양작품상 수상 후보에 오르기도 했었다. (수상은 SBS '그것이 알고싶다'가 차지했다)
- 2017년 백상예술대상 TV 교양작품상을 수상했다.
- 1기 패널 강용석은 개인적인 사정에 의하여 2015년 8월 하차하였다.
- 2기 패널 이철희와 이준석은 20대 총선 출마가 유력 시 되어 동시 하차하였다.[9][10]
- 3기 패널 전원책은 TV조선 평기자로 입사 및 종합뉴스9 앵커로 발탁되어 하차하였다.[11]
- 4기 패널 유시민은 본업인 작가 활동에 매진하기 위해 하차하였다.
- 5기 패널 노회찬은 불법 정치 자금 수수 사건으로 2018년 7월 23일 오전 9시 40분에 결국 아파트에서 투신 자살하였다. 이로 인해 당일 예정되어 있던 녹화는 취소되었고 7월 26일 방송은 결방되는 것으로 결정되었다.[12]

## 같이 보기
관련 항목
- 토크 쇼

방송 프로그램
- 써클하우스, 관계자 외 출입금지 (SBS TV)
- 속풀이쇼 동치미, 판도라 (MBN)
- 강적들 (TV조선)
- 외부자들 (채널A)
- 오늘 아침 1라디오, 시사본부, 라디오 전국일주, KBS 열린토론 (KBS 1라디오)
- 스포왕 고영배 (MBC FM4U)
- 임형주의 너에게 주는 노래 (cpbc FM)
- 건강한 아침 김초롱입니다 (MBC 표준FM)